# Kính thiên văn James Clerk Maxwell

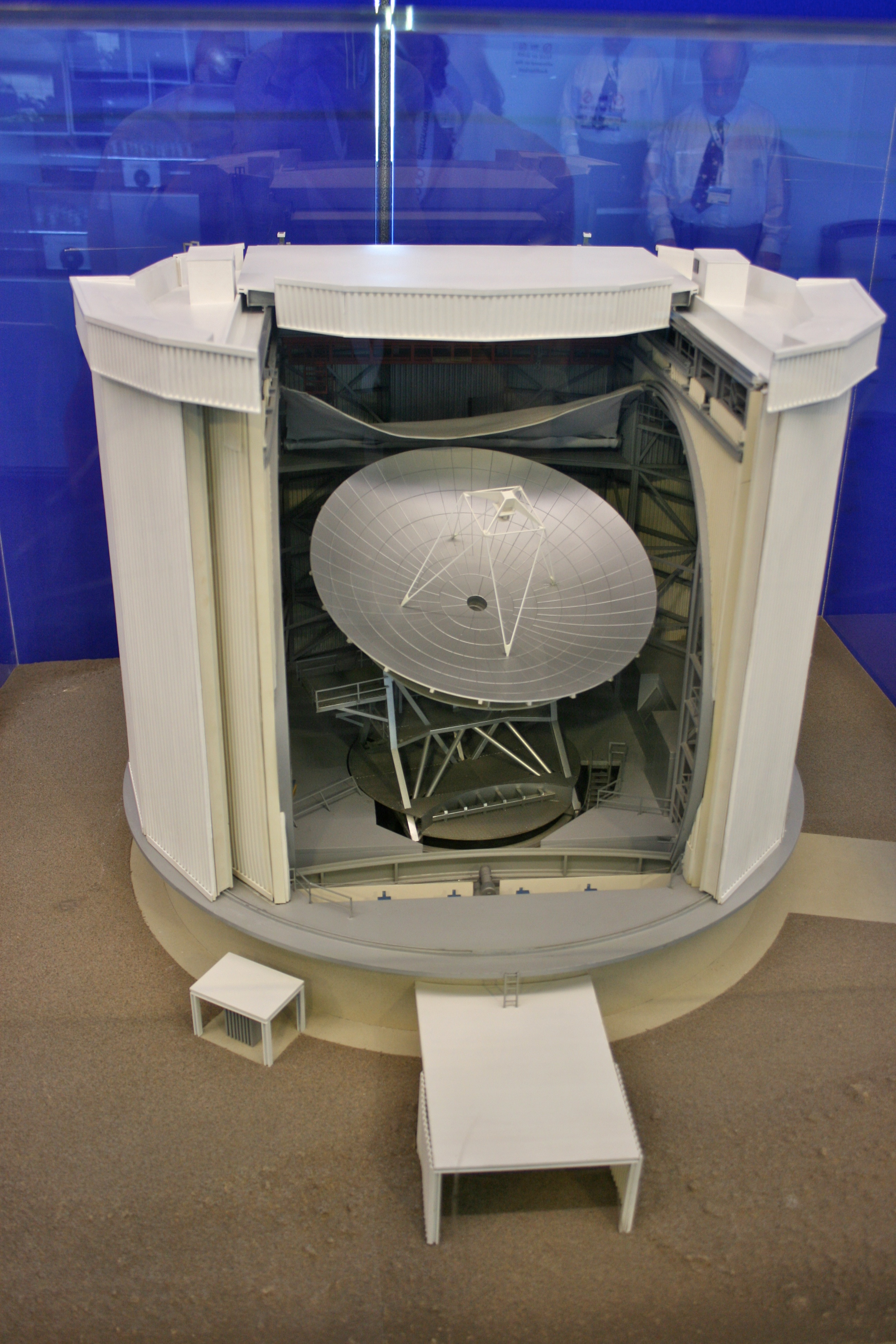
Mô hình quy mô của JCMT

Kính thiên văn James Clerk Maxwell (JCMT) là kính viễn vọng bước sóng dưới milimet tại Đài thiên văn Mauna Kea ở Hawaii. Kính viễn vọng nằm gần đỉnh Mauna Kea ở 13,425 foot (4,092 m). Gương chính của nó có chiều ngang 15 mét (16,4 yard): đây là kính viễn vọng một đĩa lớn nhất hoạt động ở bước sóng dưới ánh sáng của phổ điện từ (hồng ngoại xa đến vi sóng). Các nhà khoa học sử dụng nó để nghiên cứu Hệ mặt trời, bụi và khí liên sao và các thiên hà xa xôi.
JCMT bắt đầu hoạt động vào năm 1987 và được tài trợ cho đến tháng 2 năm 2015 bởi sự hợp tác giữa Vương quốc Anh và Canada và Hà Lan. Nó được vận hành bởi Trung tâm Thiên văn học Chung và được đặt tên để vinh danh nhà vật lý toán học James Clerk Maxwell. Vào tháng 3 năm 2015, hoạt động của JCMT đã được Đài thiên văn Đông Á tiếp quản.
Kính thiên văn được kết hợp với Đài thiên văn dưới milimet CalTech kế bên cạnh nó, để tạo thành giao thoa kế đầu tiên. Thành công này rất quan trọng trong việc thúc đẩy việc xây dựng Submilimeter Array sau đó và giao thoa kế Atacama Large Millimet Array. Trong những năm gần đây, nó cũng đã tham gia vào các quan sát Kính viễn vọng Chân trời, nơi tạo ra hình ảnh trực tiếp đầu tiên của một lỗ đen.